# Schismatoglottis harmandii
Schismatoglottis harmandii är en kallaväxtart som beskrevs av Adolf Engler. Schismatoglottis harmandii ingår i släktet Schismatoglottis och familjen kallaväxter.
Artens utbredningsområde är Laos. Inga underarter finns listade.